# Miasota (przystanek kolejowy)
Miasota (biał. Мясата, ros. Мясота) – przystanek kolejowy w miejscowości Miasota, w rejonie mołodeczańskim, w obwodzie mińskim, na Białorusi.